# Contínuo linear
No campo matemático da teoria da ordem, um contínuo linear, ou simplesmente contínuo é uma generalização da reta real.